# Jadranka Kosor
Jadranka Kosor (Pakrac, 1. srpnja 1953.) je hrvatska političarka. Obnašala je dužnosti devete predsjednice Vlade Republike Hrvatske i treće predsjednice Hrvatske demokratske zajednice.

## Novinarska karijera
Diplomirala je na Pravnom fakultetu u Zagrebu. Profesionalnu karijeru posvetila je novinarstvu, od 1972. bila je dopisnica Večernjeg lista i Radio Zagreba. Od 1991. do 1995. na Hrvatskom radiju je vodila emisije za prognanike, izbjeglice i stradalnike iz Domovinskog rata.

## Politička karijera
Godine 1995. postala je potpredsjednica HDZ-a, a te je godine izabrana i u treći saziv Hrvatskog sabora, u kojemu je obnašala dužnost potpredsjednice Zastupničkog doma. Potpredsjednicom HDZ-a bila je do 1997. godine. Od 1999. do 2002. predsjednica stranačke Zajednice žena "Katarina Zrinski". Godine 2000. ušla je u četvrti saziv Sabora, a dvije godine kasnije izabrana je za zamjenicu predsjednika HDZ-a na VII. Općem saboru HDZ-a. Na parlamentarnim izborima 2003. godine ponovno je izabrana za zastupnicu u Hrvatskom saboru u I. izbornoj jedinici (Zagreb), ali je svoj mandat stavila u mirovanje jer je imenovana za potpredsjednicu Vlade Republike Hrvatske zaduženu za socijalna pitanja, te ministricom obitelji, branitelja i međugeneracijske solidarnosti. Dužnost potpredsjednice Vlade i ministrice u vladama premijera Sanadera obnašala je do 2009. godine. 
Na predsjedničkim izborima 2005. godine, kao kandidatkinja HDZ-a izgubila je u drugom krugu od Stjepana Mesića.
Nakon ostavke premijera Sanadera, 3. srpnja 2009. Predsjednik Republike povjerio joj je mandat za sastavljanje Vlade. 
Dana 6. srpnja 2009. nova Hrvatska vlada na čelu s Jadrankom Kosor dobila je povjerenje većine saborskih zastupnika u glasovanju na kraju zasjedanja.
Vlada RH na čelu s Jadrankom Kosor uspješno je završila pregovore za pristup EU, i pripisuje joj pokretanje pregovora s mrtve točke nakon dogovora o arbitraži pograničnog pitanja sa Slovenijom. Kosor i Borut Pahor postigli su dogovor koji je omogućio deblokadu hrvatskih pregovora s EU. 
U predzadnje tromjesečje vlasti Jadranke Kosor zabilježen je ekonomski rast.
Nekoliko mjeseci nakon odlaska s mjesta predsjednice Vlade RH, na stranačkim izborima dana 20. svibnja 2012., u prvome je krugu izbora ispala treća, ispod Kujundžića i Karamarka, koji su ušli u drugi krug izbora za novog predsjednika HDZ-a.
Prije proglašenja novog predsjednika, poslije ponoći 20. svibnja, napustila je dvoranu Vatroslava Lisinskoga u kojoj su se održavali izbori.

## Privatni život
Dobitnica je nagrade "Zlatno pero" Hrvatskoga novinarskog društva, nagrade Europske zajednice za humanitarni rad, nagrade "Europski krug" Hrvatskoga europskog doma, nagrade za životno djelo "Ivan Šibl" HRT-a, počasno članstvo u Udruzi roditelja poginulih branitelja, a i počasna je dopredsjednica Udruge gluhoslijepih "Dodir". Od 2007. je počasna predsjednica HVIDR-e. Godine 1998. dodijeljena joj je Spomen medalja »Vukovar«.
Objavila je četiri knjige (dvije o Domovinskom ratu, dvije poezije). Govori engleski i njemački.
U braku je bila dva puta, oba braka su rastavljena. Majka je jednog sina Lovre Škopljanca, iz drugog braka.
Sudjelovala je u drugoj sezoni Masked Singera pod maskom "Kraljice", gdje je završila na petom mjestu.

## Djela
- Dobar dan - ovdje Hrvatski radio, Zagreb : Turistkomerc, 1993.
- Dobar dan, kako ste? : dobro ponašanje u riječi i slici, Zagreb, Školska knjiga, 1993.[5]

## Odlikovanja i priznanja
- Odlikovana je Redom Danice hrvatske s likom Antuna Radića (1995.)[6]
- Nagrada Ivan Šibl HRT-a, za životno djelo (1994.).

## Vanjske poveznice

### Sestrinski projekti
|  | Zajednički poslužitelj ima još gradiva o temi Jadranka Kosor |

### Mrežna sjedišta
- Životopis na stranicama MOBMS-i  Arhivirana inačica izvorne stranice od 26. veljače 2009. (Wayback Machine)
- Životopis Jadranke Kosor, nove mandatarke za sastav Vlade, Nacional  Arhivirana inačica izvorne stranice od 4. srpnja 2009. (Wayback Machine)